# Guldbaggen för bästa klippning
Guldbaggen för bästa klippning har delats ut sedan den 47:e galan, Guldbaggegalan 2012. Under galorna 2014–2018 gick kategorin dock under namnet Bästa klipp.
Priset föregicks av Guldbaggen för särskilda insatser, som slopades inför 2012 års gala i och med införandet av sammanlagt sju nya kategorier.

## Vinnare och nominerade
Vinnare presenteras överst i fetstil och gul färg, och övriga nominerade för samma år följer under. Året avser det år som filmerna hade premiär i Sverige, varpå de tilldelades priset på galan därefter.

### Tidiga pristagare
Guldbaggen för kreativa insatser tilldelades vid två tillfällen klippare: Michał Leszczyłowski prisades för året 1988 och Anette Lykke Lundberg för 1993.
För åren 2000 till 2010 delades Guldbaggen för bästa prestation (t.o.m. 2006) och Guldbaggen för särskilda insatser (fr.o.m. 2007), ut till filmarbetare i yrken som saknade egna kategorier, inklusive filmklippare. Klippare som prisades under dessa år inkluderar Fredrik Morheden (2000), Darek Hodor (2001), Sofia Lindgren (2004), Johan Söderberg (2009, i egenskap av både klippare och filmkompositör) och Åsa Mossberg (2010).

### 2010-talet
| År          | Film                                               | Klippare                                                  |
| ----------- | -------------------------------------------------- | --------------------------------------------------------- |
| 2011 (47:e) | The Black Power Mixtape 1967–1975                  | Göran Olsson och Hanna Lejonqvist                         |
| 2011 (47:e) | Play                                               | Jacob Schulsinger                                         |
| 2011 (47:e) | Simon och ekarna                                   | Kasper Leick och Michal Leszczylowski                     |
| 2012 (48:e) | Palme                                              | Andreas Jonsson, Niels Pagh Andersen och Hanna Lejonqvist |
| 2012 (48:e) | Call Girl                                          | Kristofer Nordin                                          |
| 2012 (48:e) | Searching for Sugar Man                            | Malik Bendjelloul                                         |
| 2013 (49:e) | Känn ingen sorg                                    | Håkan Wärn                                                |
| 2013 (49:e) | Belleville Baby                                    | Mia Engberg                                               |
| 2013 (49:e) | Snabba Cash – Livet deluxe                         | Theis Schmidt                                             |
| 2014 (50:e) | Turist                                             | Jacob Secher Schulsinger och Ruben Östlund                |
| 2014 (50:e) | En duva satt på en gren och funderade på tillvaron | Alexandra Strauss                                         |
| 2014 (50:e) | Gentlemen                                          | Kristofer Nordin                                          |
| 2015 (51:a) | Tjuvheder                                          | Kristoffer Nordin                                         |
| 2015 (51:a) | Min lilla syster                                   | Hanna Lejonqvist                                          |
| 2015 (51:a) | My Life My Lesson                                  | Anders Teigen                                             |
| 2016 (52:a) | Martha & Niki                                      | Therese Elfström och Tora Mkandawire Mårtens              |
| 2016 (52:a) | Hundraettåringen som smet från notan och försvann  | Henrik Källberg                                           |
| 2016 (52:a) | Jätten                                             | Johannes Nyholm och Morten Højbjerg                       |
| 2017 (53:e) | Sameblod                                           | Anders Skov                                               |
| 2017 (53:e) | Borg                                               | Per Sandholt och Per K. Kirkegaard                        |
| 2017 (53:e) | Citizen Schein                                     | Kersti Grunditz Brennan                                   |
| 2018 (54:e) | Goliat                                             | Dino Jonsäter                                             |
| 2018 (54:e) | Flotten                                            | Alexandra Strauss och Dominika Daubenbüchel               |
| 2018 (54:e) | Gräns                                              | Olivia Neergaard-Holm och Anders Skov                     |
| 2019 (55:e) | Josefin & Florin                                   | Erika Gonzales, Kristin Grundström och Karolina Bengtsson |
| 2019 (55:e) | Quick                                              | Rickard Krantz                                            |
| 2019 (55:e) | Transnistra                                        | Anna Eborn                                                |

### 2020-talet
| År          | Film                                    | Klippare                                             |
| ----------- | --------------------------------------- | ---------------------------------------------------- |
| 2020 (56:e) | Breaking Surface                        | Fredrik Morheden                                     |
| 2020 (56:e) | Spring Uje spring                       | Adi Omanovic                                         |
| 2020 (56:e) | Orca                                    | Sarah Patient Nicastro                               |
| 2021 (57:e) | Världens vackraste pojke                | Hanna Lejonqvist och Dino Jonsäter                   |
| 2021 (57:e) | Clara Sola                              | Marie-Helène Dozo                                    |
| 2021 (57:e) | Pleasure                                | Amalie Westerlin Tjellesen och Olivia Neergaard-Holm |
| 2022 (58:e) | Döttrar                                 | Åsa Mossberg och Line Schou                          |
| 2022 (58:e) | Boy from Heaven                         | Theis Schmidt                                        |
| 2022 (58:e) | UFO Sweden                              | Fredrik Morheden och Crazy Pictures                  |
| 2023 (59:e) | Syndabocken                             | Robert Krantz                                        |
| 2023 (59:e) | Miraklet i Gullspång                    | Mark Bukdah och Orvar Anklew                         |
| 2023 (59:e) | Motståndaren                            | Olivia Neergaard-Holm                                |
| 2024 (60:e) | Avicii – I'm Tim                        | Orvar Anklew och Kalle Lindberg                      |
| 2024 (60:e) | Israel Palestina på svensk tv 1958-1989 | Britta Norell                                        |
| 2024 (60:e) | Hypnosen                                | Robert Krantz                                        |